# Ateliers de Seneffe

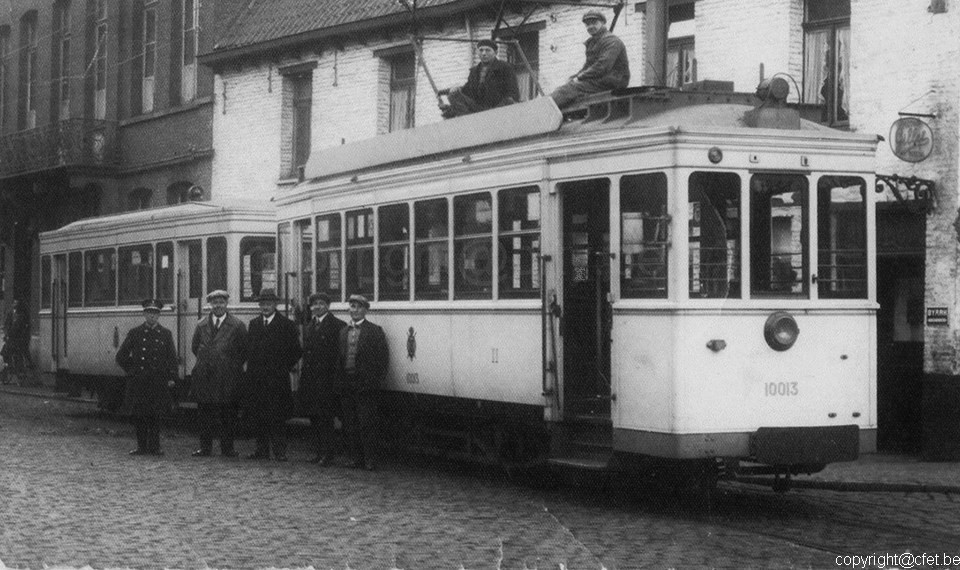
Série de treize automotrices produite par les ateliers pour la Société nationale des chemins de fer vicinaux (SNCV).

La société anonyme des Ateliers de Seneffe est une ancienne compagnie de construction de matériel roulant de chemin de fer.

## Histoire
Elle est fondée en 1875 sous le nom de G. Delforge et Cie. En 1893, elle prend le nom de Forges et ateliers de Seneffe puis en 1910, elle prend son nom définitif de société anonyme des Ateliers de Seneffe. Elle est fusionnée en 1939 dans la nouvelle Société anglo-franco-belge.